# MTA Bus Company
MTA Bus Company es un servicio ofertado por la Autoridad Metropolitana del Transporte (MTA) usado en las rutas previamente operadas por el Departamento de Transporte de la Ciudad de Nueva York (NYCDOT), y operado por operadores privados que proveen servicios bajo los contratos del mismo.